# Блю, Октавия
Октавия Ладон Блю (англ. Octavia LaDawn Blue; родилась 18 апреля 1976 года, Форт-Лодердейл, Флорида, США) — американская профессиональная баскетболистка, выступавшая в женской национальной баскетбольной ассоциации. Была выбрана на драфте ВНБА 1998 года во втором раунде под общим пятнадцатым номером клубом «Лос-Анджелес Спаркс». Играла на позиции лёгкого форварда. По окончании своей карьеры вошла в тренерский штаб команды NCAA «Сент-Томас Бобкэтс». В настоящее время работает ассистентом главного тренера в родной студенческой команде «Майами Харрикейнс».

## Ранние годы
Октавия Блю родилась 18 апреля 1976 года в городе Форт-Лодердейл (штат Флорида), а училась в соседнем городе Дейви в средней школе Нова, в которой выступала за местную баскетбольную команду.